# Mesosemia pardalis
Mesosemia pardalis is een vlindersoort uit de familie van de prachtvlinders (Riodinidae), onderfamilie Riodininae.
Mesosemia pardalis werd in 2001 beschreven door Callaghan.